# Sven Vandenbroucke
Sven Vandenbroucke (Wevelgem, 15 november 1997) is een Belgisch triatleet die sinds 2016 deel uitmaakt van het Leie triatlon Team Deinze en zijn opstart kende bij het Wevelgems Energy Team Zuid-West.
Vandenbroucke werd in 2019 vice-Belgisch kampioen long distance duatlon en Belgisch kampioen U23. Later datzelfde jaar finishte hij 12e elite op het EK duatlon in het Deense Viborg. Verder haalde hij nog enkele overwinningen op triatlonwedstrijden in Izegem, Kortrijk, Jabbeke en Diksmuide.
Internationaal finishte hij naast zijn twaalfde plek op het EK ook vierde in de Ironman 70.3 van Turkije, waarmee hij ook de winst nam in de age-group 20-24.